# Malena Burke
Malena Burke (sinh ngày 15 tháng 9 năm 1958 tại Havana, Cuba) là ca sĩ nổi tiếng người Cuba hiện đang sống ở Miami.
Khi mới 8 tuổi, bà bắt đầu học nhạc tại nhiều trường nghệ thuật khác nhau. Bà tốt nghiệp Nhạc viện Amadeo Roldan, nhận bằng nghệ sĩ violin, nghệ sĩ guitar và bằng soạn nhạc. Ban đầu, Malena nhận được một lời đề nghị biểu diễn tại lễ kỷ niệm của sòng bạc Parisien tại khách sạn Nacional de Cuba, khách sạn nổi tiếng nhất của thủ đô Havana. Bà chấp nhận lời đề nghị và biểu diễn lần đầu tiên cùng với mẹ mình, ca sĩ huyền thoại người Cuba mang tên Elena Burke.
Năm sau đó, bà được chọn là người biểu diễn với tư cách là người đứng đầu Câu lạc bộ Tropicana. Bà gắn bó với câu lạc bộ trọng 5 năm. Burke tiến hành biểu diễn tại các hộp đêm nổi tiếng nhất ở Havana, bao gồm Khách sạn Habana Riviera, khách sạn Havana Hilton và showroom Capri. Bà đi đến Argentina, Colombia, México, Peru, Panama, Đức, Áo, Ý, Phần Lan, Hà Lan. Năm 1993, bà quyết định ở lại Venezuela. Tại Caracas, bà biểu diễn liên tục tại nhiều địa điểm nổi tiếng như EI Palacio del Mar, La Boite, The Seasons và biểu diễn ở thành phố khác, bao gồm Valencia và Barquisimeto. Bà cũng tham gia lễ hội âm nhạc "Algo Mas Que Boleros" và "Festival Internacional Boleros del Mar".
Năm 1995, Burke đến Hoa Kỳ. Bà đến nhiều thành phố trên thế giới New York, Puerto Rico, Los Angeles, Cộng hòa Dominican và Venezuela để tham gia các lễ hội và buổi hòa nhạc. Malena thu âm nhiều bài hát như "Salseando", "Cuba on fire", "Malena Burke", "Super Cuba All Stars", "Bolero Jazz: Misty", "A Solas Contigo" phần I & II, "Contigo en la Distancia" và "Malena Total".
Bà có bốn người con: cặp song sinh Flavia và Dulena, Osmel và ca sĩ Lena.